# 대구 남지장사 석조석가여래삼존좌상
대구 남지장사 석조석가여래삼존좌상(大邱 南地藏寺 石造釋迦如來三尊坐像)은 대한민국 대구광역시 달성군 가창면 남지장사에 있는 조선시대의 불상이다. 2019년 1월 30일 대구광역시의 유형문화재 제89호로 지정되었다.

## 개요
‘대구 남지장사 석조석가여래삼존좌상’은 석가여래상을 중심으로 좌우에 보살상이 위치하였으며 석가여래상을 보살상들보다 크게 조성하여 본존불임을 강조하였다. 삼존상 모두 고개를 약간 내민 자세로 결가부좌하였는데 온화한 인상과 석재이지만 목조와 같은 부드러운 조형미 등이 특징적이다. 이 삼존상의 고개를 내민 자세, 짧은 신체비례와 높은 무릎, 방형 얼굴, 착의법 등에서 일반적인 조선후기 불석제(佛石製) 불상의 특징을 보이고 석재이면서도 부드러운 얼굴 표현과 옷주름, 보살상 천의의 옷주름과 띠매듭 등이 주목되는 작품이다. 제작시기는 비례와 착의법 등에서 조선시대 17세기 후반기 불상으로 추정되며 경상도지역에서 활동하며 불석제 불상을 조형한 승일 계보의 조각승에 의해 조성된 것으로 보인다. 이 남지장사 석조석가여래삼존좌상은 17세기 중후반경 경상도지역에 유행했던 불석제 불상으로 기존 알려진 조각승들과 차별되는 조형성을 보이고 있어 조선후기 불교조각 연구와 불석제 불상, 조각승 연구에 귀중한 학술자료적 가치가 있다.

## 참고 문헌
- 대구 남지장사 석조석가여래삼존좌상 - 국가유산청 국가유산포털